# Lontay Margit
Lontay Margit (Hódmezővásárhely, 1918. július 27. – Budapest, 1993. január 11.)  Jászai Mari- és Aase-díjas magyar színésznő, érdemes művész, a debreceni Csokonai Színház örökös tagja.

## Életpályája
A Színművészeti Akadémián 1938-ban szerzett színészi oklevelet. Vidéki vándortársulatoknál kezdte pályáját, majd 1939-től Szeged-re szerződött. 1949-től a Pécsi Nemzeti Színház, 1953-tól ismét a Szegedi Nemzeti Színház tagja volt. 1960-tól 1976-ig a debreceni Csokonai Színház művésze volt. Vendégművészként a Vígszínházban is fellépett (1961). 1976-tól a Madách Színházhoz szerződött, ahonnan 1982-ben vonult nyugdíjba. Utolsó színpadi szerepét az 1991-ben bemutatott Forgószínpad című darabban játszotta a Józsefvárosi Színházban.
Többnyire tragikus, drámai hősnőket és karakterszerepeket formált meg, de játszott intellektuális nőalakokat és bő humorú figurákat is. Korának egyik jelentős színésznője volt.
Lánya: Tornyai Magdolna is követte a színi pályán, unokája: Simon Balázs színházi rendező. Nevelt lánya: Kállay Ilona.

## Díjak, elismerések
- Jászai Mari-díj (1957)
- érdemes művész (1976)
- Csokonai Vitéz Mihály-díj (Debrecen, 1975)
- Aase-díj (1992)

## Fontosabb színházi szerepei
- William Shakespeare: Lear király... Goneril
- William Shakespeare: Szentivánéji álom... Hippolyta, amazon királynő
- William Shakespeare: III. Richárd... Margit királyné
- William Shakespeare: Rómeó és Júlia... Dajka
- Niccolò Machiavelli: Mandragóra... Sostrata, Lucrezia anyja
- Molière: Tartuffe... Elmira
- Molière: A képzelt beteg... Béline
- Eduardo De Filippo: Vannak még kísértetek... Armida, Alfredo felesége
- Anton Pavlovics Csehov: Cseresznyéskert... Ljubov Ranyevszkaja
- Anton Pavlovics Csehov: Sirály... Arkagyina, színésznő
- Makszim Gorkij: Jegor Bulicsov és a többiek... Axinja
- Makszim Gorkij: Kispolgárok... Jelena
- Lev Nyikolajevics Tolsztoj: Élő holttest... Anna Karenyina, Viktor anyja
- Friedrich Dürrenmatt: Az öreg hölgy látogatása... Claire Zachanassian
- Friedrich Dürrenmatt: Stuart Mária... Erzsébet, Anglia királynője
- Arthur Miller: Alku... Esther
- Arthur Miller: A salemi boszorkányok... Rebeka Nurse
- Bertolt Brecht: A kaukázusi krétakör... Kormányzóné
- Tennessee Williams: Orpheus alászáll... Vee Talbott
- Jean Anouilh: Medea... Medea
- George Bernard Shaw: Sosem lehet tudni... Clandonné, írónő
- George Bernard Shaw: Megtört szívek háza... Mrs. Hushabye
- George Bernard Shaw: Pygmalion... Higginsné
- George Bernard Shaw: Warrenné... Warrenné
- Eugène Scribe: Egy pohár víz... A királynő
- Victor Hugo: A királyasszony lovagja... D'Albuquerque hercegnő, főudvarmesternő
- Oscar Wilde: Hazudj igazat... Hazudj igazat
- Harriet Beecher Stowe: Tamás bátya kunyhója... Mammy
- Noël Coward: Forgószínpad... Mary O’Malley
- Katona József: Bánk bán.... Gertrudis
- Szigligeti Ede: Liliomfi... Szomszédasszony
- Csiky Gergely: Kaviár... Barlanghy Mártha
- Csiky Gergely: Ingyenélők; Mákvirágok (A proletárok)... Szederváry Kamilla
- Csiky Gergely: A nagymama... Nagymama
- Mikszáth Kálmán: Farkas a havason... Anna
- Móricz Zsigmond: Nem élhetek muzsikaszó nélkül... Zsani néni
- Móricz Zsigmond: Rokonok... Magdaléna
- Illyés Gyula: Fáklyaláng... Kossuthné
- Heltai Jenő: Az ezerkettedik éjszaka... Fatumah
- Molnár Ferenc: Liliom... Muskátné
- Molnár Ferenc: Olympia... Eugénia
- Tersánszky Józsi Jenő: Kakuk Marci... Méltósága, fösvény, zsarnok hölgy
- Darvas József: Kormos ég... Klári
- Örkény István: Macskajáték... Orbánné
- Szabó Magda: Régimódi történet... Rebeka
- Fehér Klára: A teremtés koronája... Éva, Nyitrai titkárnője
- Fehér Klára: Nem vagyunk angyalok... A mama
- Földes Mihály: Mélyszántás... Fazekasné
- Kállai István: Kötéltánc... Vera, Völgyesi felesége
- Tabi László: Esküvő... Mrs. Lilian Blaskó
- Gáspár Margit: Hamletnek nincs igaza... Kalotai Lili
- Gabriela Zapolska: Dulszka asszony erkölcse... Dulszka asszony
- Howard Fast: Harminc ezüstpénz... Mildred
- Georges Soria: Idegen nő a szigeten... Alicia Harper
- Leonyid Makszimovics Leonov: Tisztítótűz (Invázió)... Anna, Talanov felesége
- Alekszandr Szergejevics Gribojedov: Az ész bajjal jár... Hljosztova, Famuszov sógornője
- Andrzej Wydrzyński: Klementina asszony szalonja... Klementina
- Pavel Kohout: Ilyen nagy szerelem... Anya
- Lehár Ferenc: Luxemburg grófja... Madame Fleury

## Filmjei, televíziós szerepei
- 1961 – Próbaút – Seiderné
- 1963 – Asszony a telepen
- 1964 – Egy ember, aki nincs
- 1973 – Az ember melegségre vágyik – Boriska nővér
- 1974 – Portugál királylány
- 1974 – Ida – Mama
- 1975 – Az idők kezdetén
- 1975 – A kenguru – Manci néni, presszósnő
- 1976 – A járvány – Id.klobusinszkyné
- 1976 – Karancsfalvi szökevények
- 1977 – 6-os számú kórterem
- 1977 – Alizka
- 1977 – Operabál 13.
- 1977 – Nyúlkenyér
- 1978 – Az ész bajjal jár – Hljosztova
- 1979 – Fogjuk meg és vigyétek!
- 1979 – Szabó Magda: Kiálts, város! – Öregasszony
- 1979 – Ítélet nélkül
- 1979 – Ítélet előtt (sorozat) Kaptam-csaptam – Görgicsné
- 1979 – Bartha Lajos: Szerelem – Szalayné, a mama
- 1980 – Csontváry
- 1980 – Fekete rózsa
- 1983 – Nagy Anna, kis Anna
- 1984 – Megbízható úriember – Mrs. Higgins
- 1984 – Örökkön-örökké
- 1985 – Fehér rum
- 1985 – Ember és árnyék
- 1987 – Az utolsó kézirat
- 1987 – Dada
- 1989 – A nagy varázslat
- 1991 – A három nővér – Anfisza
- 1993 – Sose halunk meg – Deutsch néni
- 1994 – Jó éjt, királyfi – Anna néni